# Hawitta

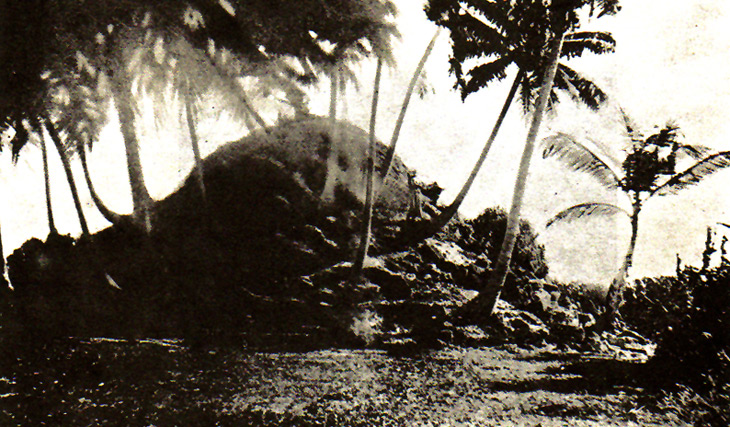
Die größte Hawitta auf Fua Mulaku. Foto von H.C.P. Bell, 1922.

Als Hawitta wird auf den Malediven ein künstlich entstandener Hügel bezeichnet, der bauliche Strukturen aus vorislamischer Zeit enthält. Dies können Dagoben oder Stufenpyramiden gewesen sein. Ursprünglich umschlossen in diesen Bauten äußere Stützmauern aus sauber bearbeiteten, in älterer Zeit sogar mit Reliefs verzierten, Steinplatten, beliebiges Schüttmaterial. Für Letzteres wurde neben Kalkstein, Sand oder unbehandelten Korallenblöcken auch Abbruchmaterial früherer Bauten genutzt.
In den Westen gelangten erste Beschreibungen von Hawittas durch H.C.P. Bell, der auf den Malediven 1922 erstmals archäologische Studien betrieb.

## Entstehung
Im Zuge der Islamisierung wurden alle früheren Sakralbauten zerstört und der Großteil der Außenhüllen als Baumaterial abtransportiert. Ähnlichen Fanatismus hatten allerdings auch schon die Buddhisten sechshundert Jahre zuvor gezeigt. Erst um 1980 wurde derartiger Vandalismus per Gesetz offiziell verboten.
Die quadratischen Fundamente einzelner der frühen Bauten hatte man auch für die ältesten Moscheen der Malediven (beispielsweise Malé und Nilandu) genutzt, wodurch diese nicht, wie eigentlich vorgeschrieben, auf Mekka, sondern exakt Nord-Süd und Ost-West ausgerichtet waren.
Thor Heyerdahl besuchte die Inselgruppe in den Jahren 1982 bis 1984 mehrfach, und unter der Leitung des Archäologen Arne Skjølsvold wurde erstmals nach Standards des 20. Jahrhunderts gegraben. Unterhalb des Bodenniveaus der geplünderten Steinhaufen wurden etliche gut erhaltene Umgrenzungsmauern freigelegt. Datierung mittels Radiokarbonmethode ergab für die untersuchten Stellen, dass die Gebäude um das Jahr 500 entstanden waren, doch enthielt das Schüttmaterial auch Bruchstücke sauber bearbeiteter Steine aus früherer Zeit.
Bereits vor um 500 entstandenen buddhistischen Dagoben, die bloß mit Kalk verputzt waren, muss es also Bauwerke mit sehr viel feineren Steinmetzarbeiten gegeben haben, die zwar undatiert blieben, deren Relikte aber im Schüttmaterial gefunden wurden. Heyerdahl macht glaubhaft, dass dies Stufenpyramiden ähnlich den Zikkurats waren, auf deren oberster Plattform ein Tempel oder Schrein gestanden haben könnte. Überlieferungen Einheimischer, in denen von bis zu neun Plattformen mit einem „Haus“ darauf die Rede ist, weisen ebenfalls darauf hin.

## Zweck
Das von Heyerdahl, Prof. Skjölsvold und Skjölsvolds Schüler Johansen erhobene Material dokumentiert die Existenz buddhistischer Stupas aus vorislamischer Zeit, wie auch Bell sich bereits sicher war.
Hinweise auf frühere hinduistische Kultstätten am selben Ort fanden sich aber ebenso wie Hinweise auf noch frühere Sonnenanbetung.